# Carbonera, Guanajuato
Carbonera är en ort i Mexiko.   Den ligger i kommunen Guanajuato och delstaten Guanajuato, i den centrala delen av landet, 280 km nordväst om huvudstaden Mexico City. Carbonera ligger 1 933 meter över havet och antalet invånare är 204.
Terrängen runt Carbonera är kuperad åt nordost, men åt sydväst är den platt. Runt Carbonera är det ganska tätbefolkat, med 160 invånare per kvadratkilometer. Närmaste större samhälle är Guanajuato, 7,5 km norr om Carbonera. Trakten runt Carbonera består i huvudsak av gräsmarker.